# Rozporządzanie rzeczą
Rozporządzanie rzeczą – dokonywanie czynności prawnych prowadzących do zbycia, utraty lub obciążenia rzeczy ograniczonym prawem rzeczowym.
Rozporządzeniem jest przeniesienie własności rzeczy, jej zrzeczenie się bądź porzucenie, jak również ustanowienie na niej prawa zastawu lub hipoteki.